# سال ۲۰۲۰ - گلادیاتورهای آینده
سال ۲۰۲۰ - گلادیاتورهای آینده (ایتالیایی: Anno 2020 - I gladiatori del futuro) که با نام گلادیاتورهای تگزاس ۲۰۲۰ (انگلیسی: 2020 Texas Gladiators) هم شناخته می‌شود، یک فیلم فیلم علمی تخیلی اَکشن به کارگردانی جو داماتو و جرج ایستمن است که در سال ۱۹۸۳ منتشر شد.

## گزیدهٔ بازیگران
- آل کلیور
- سابرینا سیانی
- پیتر هوتن